# 拉索爾山
46°24′47″N 13°47′20″E / 46.41296°N 13.78901°E

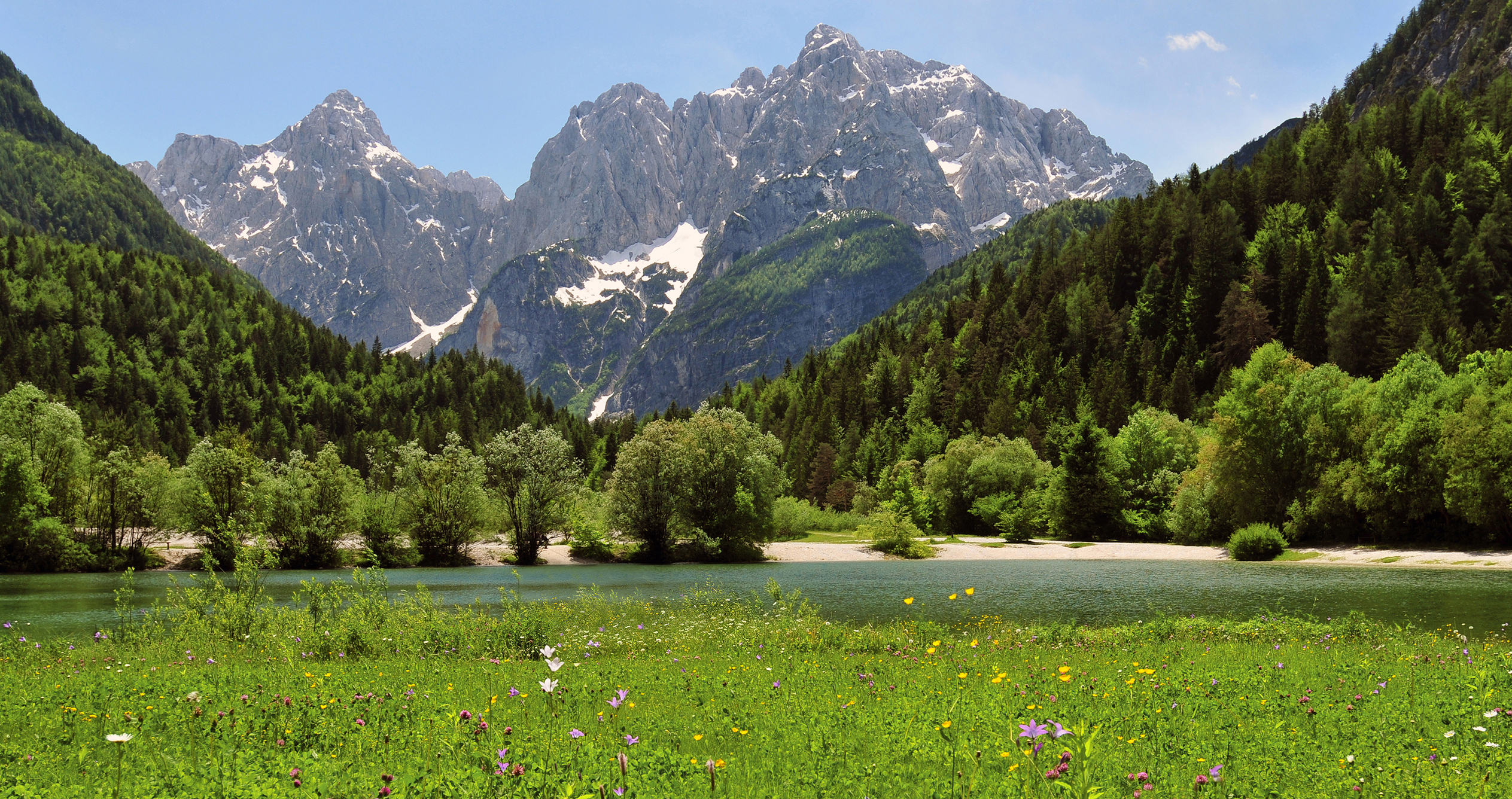

拉索爾山，是斯洛文尼亞的山峰，位於該國西北部，屬於朱利安阿爾卑斯山脈的一部分，海拔高度2,601米，每年平均降雨量2,482毫米，人類在1842年首次登頂。